# Matthew Stafford
John Matthew Stafford (Tampa, 7 febbraio 1988) è un giocatore di football americano statunitense che milita nel ruolo di quarterback per i Los Angeles Rams della National Football League (NFL). Fu scelto come primo assoluto nel Draft NFL 2009 dai Detroit Lions. Al college ha giocato a football all'Università della Georgia.
Nel 2011, Stafford divenne il quarto quarterback a lanciare 5.000 yard in una stagione ed è il giocatore più rapido ad avere lanciato 30.000 yard in carriera (109 gare). Dopo avere stabilito il record NFL di rimonte nel quarto periodo (8 nel 2016), l'anno seguente firmò con i Lions l'allora contratto più ricco della storia per un giocatore di football: 135 milioni di dollari in cinque anni.

## Carriera

### Detroit Lions

#### 2009-2010

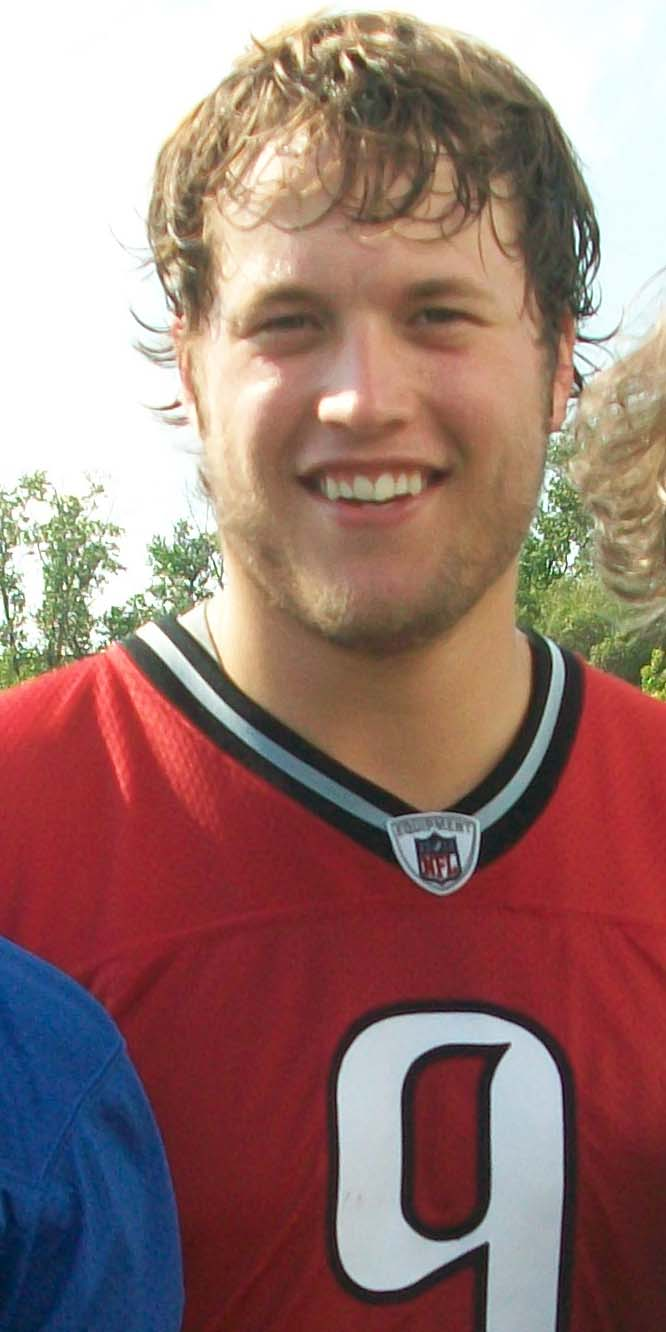
Stafford nel 2009

Venerdì 24 aprile 2009, esattamente un giorno prima del draft, Stafford firmò un contratto con i Detroit Lions che lo scelsero come primo assoluto. Il contratto siglato fu della durata di 6 anni per circa 13 milioni di dollari a stagione, compresi 41,7 milioni garantiti. Il debutto nella NFL avvenne il 13 settembre 2009 contro i New Orleans Saints indossando la maglia numero 9.
Il 24 dicembre 2009 viene messo sulla lista degli infortunati causa la slogatura della spalla.

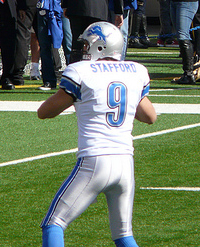
Stafford nel 2010

Nella stagione successiva, Stafford subì altri due infortuni alla spalla destra, causandogli di nuovo la fine prematura della stagione.

#### 2011
Alla seconda settimana della stagione regolare del 2011, dopo la vittoria contro i Kansas City Chiefs, vinse il titolo del miglior quarterback della settimana, grazie a una prestazione di 23 lanci su 39 completati per 294 yards con 4 touchdown e un intercetto. Stafford in tale annata divenne il quarto giocatore della storia della NFL a superare quota 5.000 yard passate in una stagione (insieme a Dan Marino, Drew Brees per tre volte e Tom Brady) ed il secondo più giovane dopo l'ex QB dei Dolphins. Grazie alle prestazioni di Stafford e del wide receiver Calvin Johnson, i Lions riuscirono a qualificarsi per i playoff dove furono eliminati nel turno delle wild card. Matthew Stafford a fine stagione vinse il premio NFL Comeback Player of the Year Award, assegnato ad un giocatore rialzatosi con un'annata particolarmente positiva in seguito ad una stagione precedente negativa. Stafford inoltre fu votato al 41º posto nella NFL Top 100, l'annuale classifica dei migliori cento giocatori della stagione.

#### 2012
Nella prima gara della stagione 2012, il 9 settembre contro i St. Louis Rams, Stafford faticò per tutta la partita tirando ben tre intercetti ma lanciando il passaggio da touchdown della vittoria nel finale di partita e concludendo con 355 yard passate. Alla trentesima gara come titolare, Stafford superò le 8.000 yard passate in carriera: solo Dan Marino ne lanciò di più in quell'arco di partite partendo dall'inizio. I Lions nel turno successivo furono sconfitti dai San Francisco 49ers: Matthew passò per 230 yard con un touchdown e un intercetto..
Nella settimana 3, i Lions persero ai supplementari contro i Tennessee Titans con Matthew che dovette uscire per infortunio dopo aver lasciato 278 yard e un touchdown, senza far ritorno in campo. Il negativo inizio di stagione dei Lions proseguì con la sconfitta nella settimana 4 contro i Minnesota Vikings dove Stafford passò 319 yard senza touchdown e intercetti.
Dopo il turno di pausa, i Lions vinsero finalmente la seconda partita stagionale, ai supplementari contro i Philadelphia Eagles: dopo un inizio stentato, Stafford si riprese nel corso della seconda parte di gara trascinando la squadra alla rimonta con 311 yard, un touchdown e un intercetto subito.
Nella settimana 8, i Lions vinsero all'ultimo minuto contro i Seattle Seahawks: Stafford passò 352 yard con 3 touchdown e un intercetto, oltre a un touchdown segnato su corsa. I Lions raddrizzarono il loro record nella settimana 9 vincendo facilmente contro i Jacksonville Jaguars con Stafford che passò 285 yard senza touchdown e intercetti.
Nella settimana 10, 329 yard passate e 3 touchdown di Stafford (con un intercetto) non furono sufficienti alla sua squadra per battere i Vikigns. Detroit perse anche nel turno seguente contro i Packers con il quarterback che passò 266 yard, 1 touchdown e 2 intercetti.
Nella gara del Giorno del Ringraziamento Stafford e i Lions persero contro gli Houston Texans, la squadra col miglior record della lega, solo ai supplementari. Matt passò 441 yard con 2 touchdown. L'ennesima sconfitta in rimonta della stagione dei Lions giunse nel turno seguente contro i Colts con Matthew che passò 313 yard, un touchdown e un intercetto. La domenica successiva Detroit perse ancora coi Packers col quarterback che passò 264 yard, un touchdown e un intercetto.
Stafford nella settimana 15 passò il secondo minimo stagionale (246 yard) e lanciò ben tre intercetti che causarono la sconfitta dei Lions contro gli Arizona Cardinals, provenienti da una striscia di nove sconfitte consecutive. Il sabato successivo, nella notte in cui Calvin Johnson stabilì il record NFL per yard ricevute in una stagione, Stafford passò 443 yard (con un intercetto) che non furono sufficienti a battere gli Atlanta Falcons. La pessima stagione dei Lions si concluse con una sconfitta contro i Bears in cui Stafford lanciò 272 yard, 3 touchdown e un intercetto, superando il record NFL di Drew Bledsoe per numero di passaggi tentati in una stagione. Il suo 2012 si concluse con 4.967 yard passate (secondo nella lega), più che dimezzando i passaggi da touchdown rispetto all'anno precedente (20 contro 41) e 17 intercetti. A fine anno fu classificato al numero 76 nella classifica dei migliori cento giocatori della stagione.

#### 2013
Il 9 luglio 2013, Stafford firmò un nuovo contratto coi Lions fino al 2017 del valore di 53 milioni di dollari, inclusi 41,5 milioni garantiti e 27,5 milioni di bonus alla firma. La stagione iniziò con una vittoria sui Vikings in cui passò 357 yard, 2 touchdown e un intercetto. La settimana successiva, 278 yard e 2 touchdown per Calvin Johnson passati da Stafford non riuscirono ad evitare ai Lions la sconfitta in rimonta contro gli Arizona Cardinals.
Nella settimana 3, i Lions vinsero la prima gara della storia della franchigia in casa di Washington, interrompendo una serie di zero vittorie e 21 sconfitte che durava dal 1939. Stafford passò 385 yard con 2 touchdown e un intercetto. Con 242 yard passate e 2 touchdown (uno su corsa) di Stafford nella settimana successiva, i Lions batterono i Bears, agganciandoli in testa alla NFC North.
Dopo una sconfitta in trasferta coi Packers nella settimana 5, i Lions tornarono alla vittoria contro i Browns con Stafford che passò 248 yard, 4 touchdown e un intercetto subito. La domenica seguente il quarterback continuò a giocare bene ma 357 yard e 3 TD passati non furono sufficienti per evitare la sconfitta all'ultimo istante contro i Cincinnati Bengals.
Nella settimana 8, Stafford portò i Lions alla clamorosa vittoria in rimonta sui Cowboys guidando il drive della vittoria, partito a meno di un minuto dal termine e culminato con il suo touchdown su corsa da una yard a 12 secondi dal fischio finale, con la squadra rimasta senza time-out. La sua prestazione terminò con ben 488 yard passate (329 delle quali a Calvin Johnson che mancò il record NFL per sole sette yard), un passaggio da touchdown e due intercetti subiti.
Dopo la settimana di pausa, Stafford guidò i Lions a un'importante vittoria in casa dei Bears che li portò in testa alla division con 219 yard passate, 3 touchdown e un intercetto subito. La settimana successiva contro gli Steelers divenne il primatista di tutti i tempi della franchigia per yard passate in carriera ma dopo un ottimo primo tempo, sia lui che Calvin Johnson si eclissarono, portando Detroit a perdere la gara. In quella gara superò le 16.000 yard passate in carriera, il più veloce giocatore della storia a tagliare tale traguardo, in 55 partite. Nella settimana 13 Stafford portò i Lions a vincere la prima gara del Giorno del Ringraziamento dal 2003 e contemporaneamente ottenne la prima vittoria in carriera contro i Packers, passando 330 yard, tre touchdown e due intercetti.
Nel Monday Night della settimana 15 contro i Ravens, i Lions persero la quarta gara nelle ultime cinque, scendendo a un record di 7-7 e scivolando dal primo al terzo posto della division. Stafford terminò la gara con 1 touchdown e tre intercetti subiti. Il collasso della squadra continuò perdendo anche le ultime due gare della stagione, concludendo una stagione iniziata in modo promettente con un deludente record di 7-9 e rimanendo fuori dai playoff per il secondo anno consecutivo. L'annata di Stafford si concluse al terzo posto della lega con 4.650 yard passate, con 29 touchdown e 19 intercetti subiti, per un passer rating di 84,2, venendo votato al 100º posto nella NFL Top 100, 24 posizioni in meno dell'anno precedente.

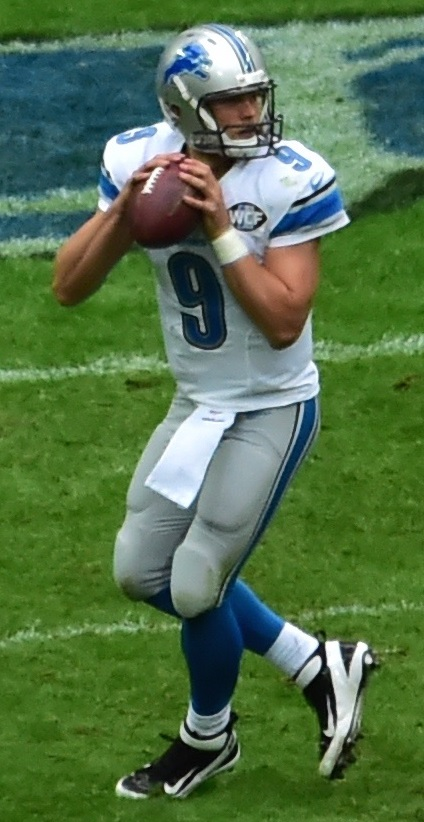
Stafford contro gli Atlanta Falcons nel 2014.

#### 2014
Nel debutto in panchina del nuovo allenatore Jim Caldwell e per la prima volta con un secondo ricevitore di livello da accoppiare a Calvin Johnson, il neo-acquisto Golden Tate, Stafford giocò una gara senza sbavature, battendo in casa i Giants, passando 346 yard, 2 touchdown e segnandone un terzo su corsa. Il suo passer rating di 125,3 fu il terzo migliore della carriera. Dopo una netta sconfitta coi Panthers, la vittoria tornò nella settimana 3 contro i Packers rivali di division malgrado due intercetti lanciati dal quarterback. Nel turno seguente i Lions batterono anche i Jets in trasferta con Stafford che passò 293 e 2 touchdown e ne segnò un terzo su corsa. Detroit partì così con un record di 3-1 per la seconda stagione consecutiva. Dopo una sconfitta all'ultimo secondo contro i Bills, i Lions, pur privi di Calvin Johnson e Reggie Bush, tornarono a vincere nella settimana 6 contro i Vikings con il quarterback che passò 185 yard e un touchdown. Ancora senza il suo bersaglio preferito, Stafford la domenica successiva passò due touchdown negli ultimi quattro minuti, raggiungendo la vittoria in rimonta sui Saints.

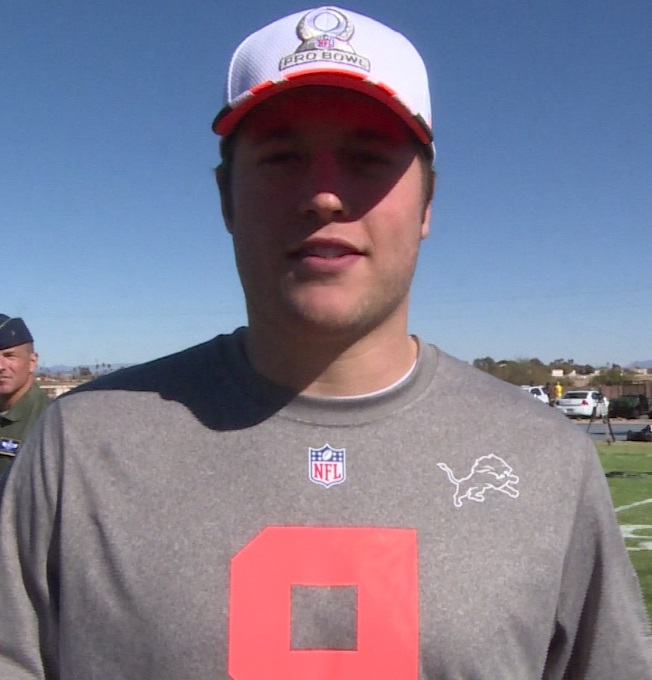
Matthew Stafford nel Pro Bowl 2015.

Dopo una vittoria sui Falcons e la settimana di pausa, Stafford portò ancora Detroit a vincere in rimonta quando passò il touchdown del sorpasso sui Dolphins a 29 secondi dal termine per Theo Riddick. Seguirono due sconfitte contro Patriots e Cardinals finché, il Giorno del Ringraziamento, passò 390 yard e 2 touchdown per Calvin Johnson nella vittoria interna per 34-17 sui Bears. La vittoria si ripeté anche nel turno successivo contro i Buccaneers, terminando la gara con 311 yard passate e tre touchdown. Nell'ultima partita dell'anno, i Lions, già sicuri dell'approdo ai playoff, fecero visita ai Packers con in palio la vittoria del titolo di division. La squadra fu però sconfitta per 30-20, malgrado 217 yard e 3 TD di Stafford. La sua stagione regolare si chiuse con 4.257 yard passate, 22 touchdown e 12 intercetti, venendo convocato per il primo Pro Bowl in carriera al posto dell'infortunato Peyton Manning.
Il 4 gennaio 2015, nella seconda gara di playoff in carriera, i Lions rimasero in vantaggio per la quasi totalità della partita in casa dei Cowboys, ma si fecero superare a due minuti e mezzo dal termine, sfiorando la prima vittoria di Detroit nella post-season dal 1991. Il quarterback chiuse così la sua stagione con 323 yard passate, un touchdown e un intercetto subito.
Il 25 gennaio 2015, Stafford fu premiato come MVP offensivo del Pro Bowl in cui passò 316 yard, 2 touchdown e un intercetto, nella vittoria del suo Team Irvin.

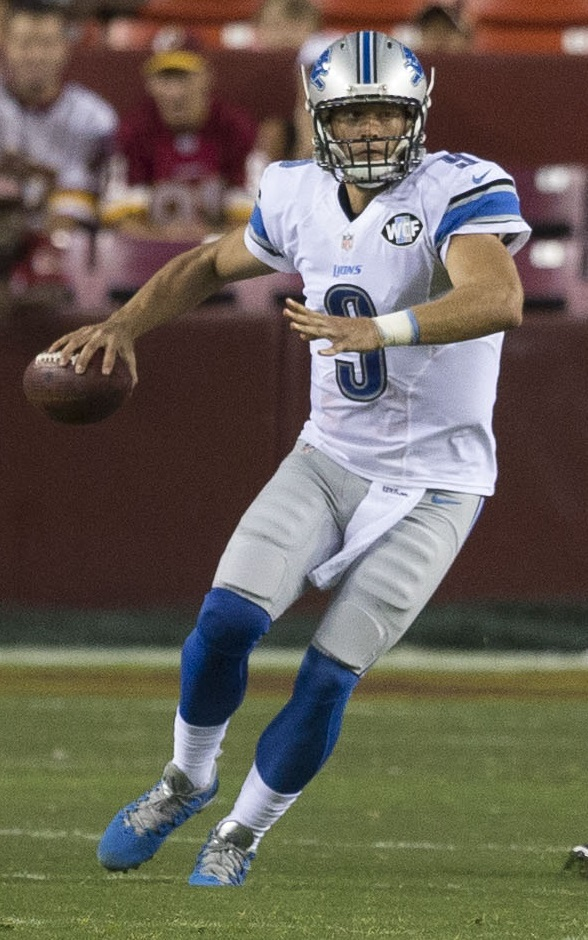
Stafford nella pre-stagione 2015

#### 2015
Nel 2015, i Lions ebbero una partenza disastrosa perdendo tutte le prime cinque gare, nell'ultima delle quali Stafford fu messo in panchina nel terzo quarto e sostituito da Dan Orlovsky dopo avere subito il suo terzo intercetto contro i Cardinals. Si rifece sette giorni dopo passando 405 yard e 4 touchdown nella vittoria sui Bears in cui trovò Calvin Johnson con un passaggio da 57 yard nel finale del primo tempo supplementare che diede modo a Matt Prater di trovarsi in posizione utile per calciare il field goal della vittoria.
Dopo due sconfitte e la settimana di pausa in cui venne licenziato il coordinatore offensivo della squadra, i Lions interruppero una striscia di 24 sconfitte consecutive in casa dei Packers, cogliendo la loro prima vittoria al Lambeau Field dal 1991. Stafford chiuse quella gara con 242 yard passate, 2 TD e un intercetto. Sette giorni dopo per la prima volta vinsero due gare consecutive in stagione, con Stafford che da cinque yard segnò il touchdown su corsa del definitivo sorpasso sui Raiders nel quarto periodo. La terza consecutiva giunse nella gara del Ringraziamento contro gli Eagles in cui completò 27 passaggi su 38 per 335 yard e pareggiò il proprio primato personale con 5 touchdown.
Nella sconfitta della settimana 14 contro i Rams, Stafford passò 245 yard, raggiungendo quota 25.000 in carriera. Vi riuscì alla 90ª partita, due in meno del precedente primato di Dan Marino. La sua stagione terminò con 4.262 yard passate, 32 touchdown e 13 intercetti, mentre i Lions conclusero al terzo posto della division con un bilancio di 7-9.

#### 2016
Nella prima stagione senza il ritirato Calvin Johnson, Stafford e i Lions iniziarono il 2016 con una vittoria per 39-35 sui Colts in cui il quarterback passò 340 yard e 3 touchdown. Nella settimana 4 superò il record NFL di Dan Marino per il maggior numero di yard passate nelle prime cento gare in carriera con 27.174. Nel quattordicesimo fece registrare la sua ottava vittoria in rimonta nel quarto periodo della stagione battendo i Bears e superando il primato di Peyton Manning, che vi era riuscito per sette volte con gli Indianapolis Colts nel 2009. Nell'ultimo superò le 30.000 yard passate in carriera alla 109ª partita, superando il precedente record condiviso da Marino e Kurt Warner.
Nel primo turno di playoff, i Lions furono sconfitti al CenturyLink Field di Seattle per 26-6, in una gara in cui Stafford passò 205 yard senza touchdown.

#### 2017
Il 28 agosto 2017, Stafford firmò un contratto quinquennale del valore di 135 milioni di dollari che lo rese il giocatore più pagato della storia della NFL. Nella settimana 13 fu costretto ad uscire per un infortunio alla mano usata per lanciare, riuscendo tuttavia ad essere in campo nel turno successivo, passando 381 yard e un touchdown nella vittoria sui Tampa Bay Buccaneers. Nel penultimo turno, una sconfitta contro i Cincinnati Bengals costò ai Lions la possibilità di fare ritorno ai playoff. La stagione di Stafford si chiuse con 4.446 yard passate, 29 touchdown e 10 intercetti subiti per un passer rating di 99,3, il migliore in carriera.

#### 2018
Nel 2018 Stafford ebbe un nuovo capo-allenatore, Matt Patricia. Nel Monday Night Football del 10 settembre contro i New York Jets, nel debutto casalingo, pareggiò il proprio record negativo subendo 4 intercetti nella sconfitta 48–17. La sua stagione si chiuse con 21 touchdown passati, il suo minimo dal 2012, mentre per i Lions si trattò di un'altra stagione deludente chiudendo con un record di 6-10 all'ultimo posto della division. Una delle poche soddisfazioni fu la vittoria nell'ultimo turno per 31-0 contro i Packers già eliminati dalla corsa ai playoff in cui Stafford passò 266 yard e 2 TD.

#### 2019

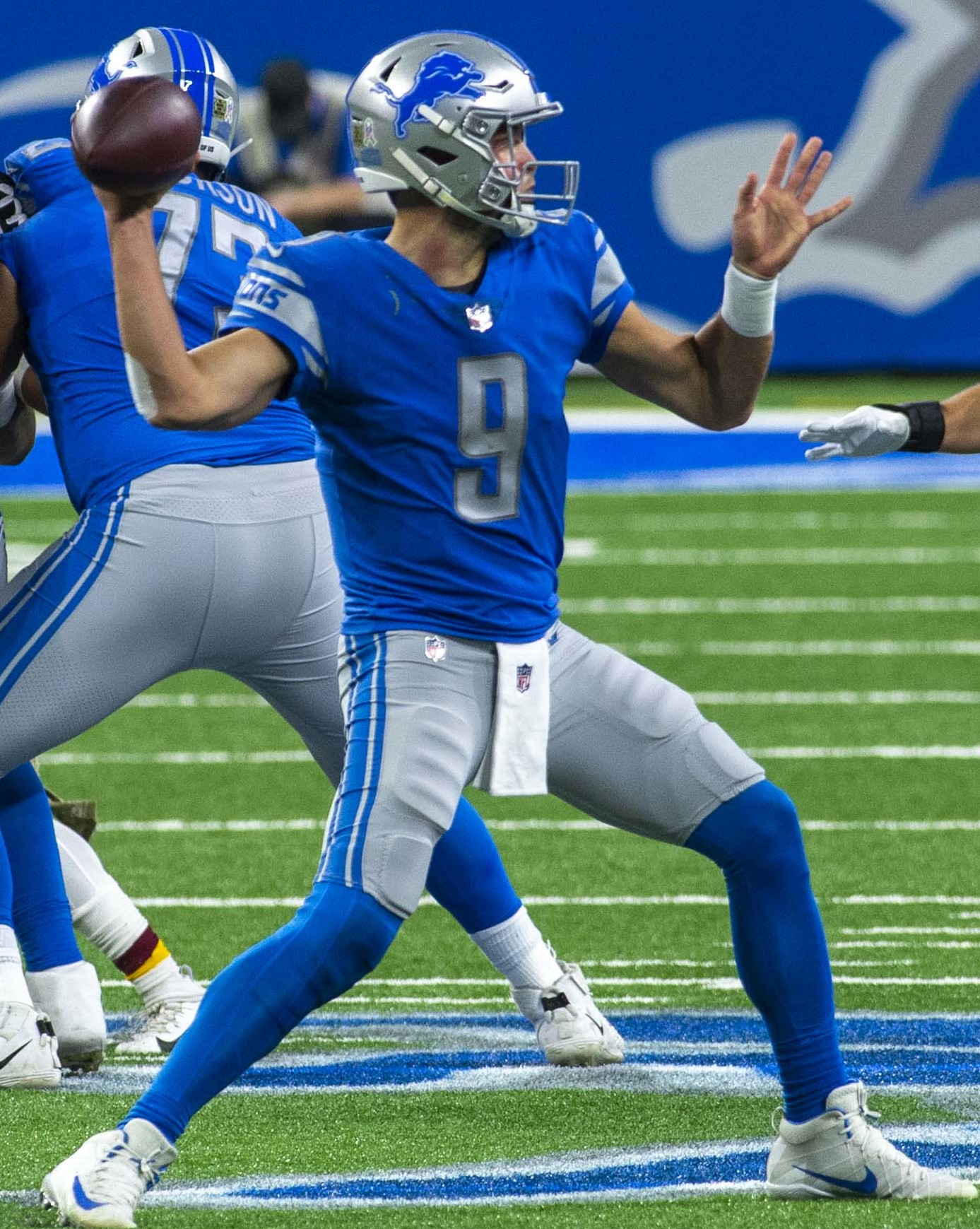
Stafford contro Washington nel 2020

Nel settimo turno, Stafford divenne il giocatore più veloce della storia a passare 40.000 yard, 147 partite, superando il record di Matt Ryan. Nel decimo turno fu costretto a saltare la sfida con i Bears per un problema alla schiena dopo 136 partite consecutive giocate la sesta più lunga della storia della NFL. Da quel momento non scese più in campo in stagione e i Lions non vinsero più alcuna gara in sua assenza.

#### 2020
La stagione 2020 iniziò con due sconfitte, prima di avere la meglio sui Cardinals in una gara in cui Stafford passò 270 yard e 2 touchdown. Nella settimana 7 Stafford guidò il drive della vittoria contro i Falcons iniziato a 64 secondi dal termine e conclusosi con il tempo che andava esaurendosi con il touchdown da 11 yard per T.J. Hockenson.
Il 4 novembre Stafford risultò positivo al COVID-19. Riuscì comunque ad essere in campo nella gara successiva persa contro i Vikings dove fu costretto ad uscire nel quarto periodo per una sospetta commozione cerebrale.

### Los Angeles Rams

#### 2021
Il 30 gennaio 2021, Stafford fu scambiato con i Los Angeles Rams in cambio del quarterback Jared Goff, due scelte del primo giro (2022 e 2023) e una del terzo giro (2021). Nella prima partita con la nuova maglia ritrovò una rivale abituale, i Chicago Bears, passando 321 yard e 3 touchdown nella vittoria per 34-14. Il suo passer rating di 156,1 fu il più alto della storia per un giocatore al debutto con una nuova squadra (minimo 20 passaggi tentati). Per questa prestazione fu premiato come miglior giocatore offensivo della NFC della settimana. Lo stesso riconoscimento lo vinse due settimane dopo con 343 yard passate e 4 touchdown nella vittoria sui Buccaneers campioni in carica. Nella vittoria della settimana 7 contro i suoi ex Lions divenne il 13º giocatore a passare 300 touchdown in carriera. La sua stagione si chiuse al terzo posto nella NFL con 4.886 yard passate e al secondo con 41 touchdown ma fu anche il peggiore della lega in termini di intercetti subiti, 17.
Nel turno delle wild card Stafford vinse la prima gara di playoff in carriera passando due touchdown contro i Cardinals. In seguito eliminò anche i Buccaneers campioni in carica e i San Francisco 49ers, qualificandosi per il Super Bowl LVI. Il 13 febbraio 2022 contro i Cincinnati Bengals nella finalissima passò 283 yard, 3 touchdown e 2 intercetti nella vittoria per 23-20, conquistando il suo primo titolo.

#### 2022
Stafford aprì la prima stagione da campione in carica con una sconfitta contro i Buffalo Bills in cui subì 3 intercetti. In quella partita divenne il 12º giocatore della storia a passare 50.000 yard in carriera. Pareggiò anche il record di Drew Brees per rapidità, riuscendovi in 183 partite. Il 3 dicembre fu inserito in lista infortunati, chiudendo la sua stagione. I Rams chiusero con 12 sconfitte, il peggior risultato della storia per una squadra campione in carica nella NFL.

#### 2023
Stafford e i Rams aprirono la stagione con una rotonda vittoria sui Seahawks in cui passò 334 yard. Dopo due sconfitte, nel quarto turno passò il touchdown della vittoria da 20 yard per Puka Nacua contro I Colts nei tempi supplementari.
Nell'ottavo turno, in una netta sconfitta con i Cowboys, Stafford fu costretto a lasciare la partita per un infortunio al pollice della mano utilizzata per lanciare. Saltò le partite successive e tornò in campo nella settimana 11, guidando i Rams alla vittoria in rimonta sui Seahawks. Nel turno successivo passò 4 touchdown nella vittoria sui Cardinals. Con i Rams già sicuri di un posto nei playoff, Stafford nell'ultimo turno fu tenuto a riposo. A fine stagione fu convocato per il suo secondo Pro Bowl dopo avere passato 3.965 yard, 24 touchdown e 11 intercetti.
Nel primo turno di playoff, Stafford fece ritorno per la prima volta a Detroit da avversario. In quella partita completò 25 passaggi su 36 per 367 yard e 2 touchdown ma Rams furono eliminati perdendo per 24–23.

#### 2024
Dopo avere lanciato solamente tre touchdown nei primi sette turni, nell'ottavo Stanford ne passó quattro nella vittoria nell'anticipo contro i Vikings. In quella partita raggiunse il nono posto per yard passate in carriera, superando Dan Marino. La settimana successiva passò il touchdown della vittoria, la terza consecutiva, a Demarcus Robinson da 39 yard nei tempi supplementari contro i Seahawks. Nell'undicesimo turno Stafford passò 295 yard e 4 touchdown nella vittoria sui Patriots. Nella settimana 14 Stafford passò un massimo stagionale di 320 yard con 2 touchdown nella vittoria per 44-42 contro i Buffalo Bills, una delle squadre più competitive della lega.

## Palmarès

### Franchigia
- Super Bowl : 1

Los Angeles Rams: LVI
- National Football Conference Championship: 1

Los Angeles Rams: 2021

### Individuale
- MVP del Pro Bowl: 1

2014
- Convocazioni al Pro Bowl: 2

2014, 2023
- NFL Comeback Player of the Year Award: 1

2011
- Quarterback della settimana: 2

2ª e 11ª del 2011
- Rookie della settimana: 1

11ª del 2009
- Miglior giocatore offensivo della settimana della NFC: 3

11ª del 2009, 1ª e 3ª del 2021
- Club delle 500 yard passate in una singola gara
- Record NFL di touchdown passati una in una partita per un rookie (5 nel 2009, condiviso con Deshaun Watson, Jameis Winston,  Ray Buivid).

## Statistiche
| Legenda                        | Legenda |
| ------------------------------ | ------- |
| Vincitore del Super Bowl       |         |
| Leader della lega              |         |
| Grassetto - Record in carriera |         |

### Stagione regolare
| 2009   | DET    | 10  | 10  | 201   | 377   | 53,3 | 2 267  | 6,0 | 13  | 20  | 61,0  | 20  | 108   | 5,4 | 2  | 24  | 169   | 4  | 1  | 2-8-0    |
| 2010   | DET    | 3   | 3   | 57    | 96    | 59,4 | 535    | 5,6 | 6   | 1   | 91,3  | 4   | 11    | 2,8 | 1  | 4   | 36    | 2  | 1  | 1-2-0    |
| 2011   | DET    | 16  | 16  | 421   | 663   | 63,5 | 5 038  | 7,6 | 41  | 16  | 97,2  | 22  | 78    | 3,5 | 0  | 36  | 257   | 5  | 1  | 10-6-0   |
| 2012   | DET    | 16  | 16  | 435   | 727   | 59,8 | 4 967  | 6,8 | 20  | 17  | 79,8  | 35  | 126   | 3,6 | 4  | 29  | 212   | 4  | 2  | 4-12-0   |
| 2013   | DET    | 16  | 16  | 371   | 634   | 58,5 | 4 650  | 7,3 | 29  | 19  | 84,2  | 37  | 69    | 1,9 | 2  | 23  | 168   | 12 | 4  | 7-9-0    |
| 2014   | DET    | 16  | 16  | 363   | 602   | 60,3 | 4 257  | 7,1 | 22  | 12  | 85,7  | 43  | 93    | 2,2 | 2  | 45  | 254   | 8  | 3  | 11-5-0   |
| 2015   | DET    | 16  | 16  | 398   | 592   | 67,2 | 4 262  | 7,2 | 32  | 13  | 97,0  | 44  | 159   | 3,6 | 1  | 44  | 251   | 4  | 2  | 7-9-0    |
| 2016   | DET    | 16  | 16  | 388   | 594   | 65,3 | 4 327  | 7,3 | 24  | 10  | 93,3  | 37  | 207   | 5,6 | 2  | 37  | 216   | 3  | 2  | 9-7-0    |
| 2017   | DET    | 16  | 16  | 371   | 565   | 65,7 | 4 446  | 7,9 | 29  | 10  | 99,3  | 29  | 98    | 3,4 | 0  | 47  | 287   | 12 | 7  | 9-7-0    |
| 2018   | DET    | 16  | 16  | 367   | 555   | 66,1 | 3 777  | 6,8 | 21  | 11  | 89,9  | 25  | 71    | 2,8 | 0  | 40  | 255   | 6  | 4  | 6-10-0   |
| 2019   | DET    | 8   | 8   | 187   | 291   | 64,3 | 2 499  | 8,6 | 19  | 5   | 106,0 | 20  | 66    | 3,3 | 0  | 18  | 137   | 5  | 3  | 3-4-1    |
| 2020   | DET    | 16  | 16  | 339   | 528   | 64,2 | 4 084  | 7,7 | 26  | 10  | 96,3  | 29  | 112   | 3,9 | 0  | 38  | 254   | 2  | 1  | 5-11-0   |
| 2021   | LAR    | 17  | 17  | 404   | 601   | 67,2 | 4 886  | 8,1 | 41  | 17  | 102,9 | 32  | 43    | 1,3 | 0  | 30  | 243   | 5  | 2  | 12-5-0   |
| 2022   | LAR    | 9   | 9   | 206   | 303   | 67,9 | 2 087  | 6,9 | 10  | 8   | 87,4  | 13  | 9     | 0,7 | 1  | 29  | 208   | 5  | 3  | 3-6-0    |
| 2023   | LAR    | 15  | 15  | 326   | 521   | 62,6 | 3 965  | 7,6 | 24  | 11  | 92,5  | 21  | 65    | 3,1 | 0  | 30  | 205   | 0  | 0  | 9-6-0    |
| Totale | Totale | 206 | 206 | 4 834 | 7 649 | 63,2 | 56 047 | 7,3 | 357 | 180 | 91,0  | 411 | 1 315 | 3,2 | 15 | 474 | 3 152 | 79 | 38 | 98-107-1 |

### Playoff
| 2011   | DET    | 1 | 1 | 28  | 43  | 65,1 | 380   | 8,8  | 3  | 2 | 97,0  | 2  | 1  | 0,5 | 1 | 0  | 0  | 0 | 0 | 0-1 |
| 2014   | DET    | 1 | 1 | 28  | 42  | 66,7 | 323   | 7,7  | 1  | 1 | 87,7  | 1  | 9  | 9,0 | 0 | 3  | 16 | 2 | 2 | 0-1 |
| 2016   | DET    | 1 | 1 | 18  | 32  | 56,3 | 205   | 6,4  | 0  | 0 | 75,7  | 3  | 15 | 5,0 | 0 | 3  | 23 | 0 | 0 | 0-1 |
| 2021   | LAR    | 4 | 4 | 98  | 140 | 70,0 | 1 188 | 8,5  | 9  | 3 | 108,3 | 18 | 42 | 2,3 | 2 | 7  | 42 | 0 | 0 | 4-0 |
| 2023   | LAR    | 1 | 1 | 25  | 26  | 69,4 | 367   | 10,2 | 2  | 0 | 120,9 | 0  | 0  | 0,0 | 0 | 2  | 10 | 0 | 0 | 0-1 |
| Totale | Totale | 8 | 8 | 197 | 293 | 67,2 | 2 463 | 8,4  | 15 | 6 | 101,7 | 24 | 67 | 2,8 | 3 | 15 | 91 | 2 | 2 | 4-4 |

Fonte: Pro Football Reference